# Orochimaru

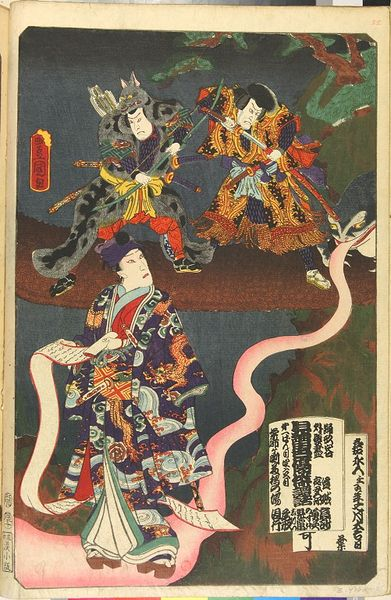
Obrazek przedstawia legendarnego wojownika Orochimaru arcywroga Jiraiyi

Orochimaru (jap. 大蛇丸) – postać obecna w japońskiej legendzie Jiraiya Gōketsu Monogatari, arcywróg ninjy Jiraiyi. Niegdyś nosił imię Yashagorō (jap. 夜叉五郎) i był jednym z uczniów Jiraiyi, jednakże został uwiedziony magią węży. Zmieniwszy imię na „Orochimaru” uzyskał możliwość przemiany w olbrzymiego węża. Zaatakowawszy Jiraiyę i jego żonę Tsunade pokonał ich za pomocą swojego jadu (bohaterowie zostali uratowani przez innego ucznia). W mitologii japońskiej „Orochi” jest nazwą olbrzymiego ośmiogłowego węża. Kanji (jap. 大蛇 daija lub orochi) oznacza dosłownie „olbrzymi wąż”.